# Зарубе
Зарубе — деревня в западной Сербии в 10 км от города Валево. Входит в состав городского поселения Валево. По состоянию на 2011 года в деревне проживало 143 человека, практически все — сербы.

## История
В 1944 году подразделения 68 стрелкового корпуса Красной Армии столкнулись с немецкими подразделениями армейской группировки вермахта «Штюлер». Погибло 28 советских и 143 немецких солдата.

## Население
| Численность населения Зарубе в XX веке \| \| |
|                                              |

|  |

## Достопримечательности
В деревне расположен дом Народного героя Югославии Радивойе Йовановича.

## Галерея
- Зарубе - панорама
- Зарубе - панорама
- Зарубе - панорама
- Зарубе - панорама
- Зарубе - панорама
- Зарубе - панорама